# Йованка Калич-Міюшкович
Йованка Калич-Міюшкович (срб. Јованка Калић-Мијушковић; нар.. 15 вересня 1933, Белград, Королівство Югославія) — сербський історик, професор, академік Сербської академії наук і мистецтв.

## Життєпис
Йованка Калич народилася 1936 року та навчалась у Белградській школі. 1956 року закінчила філософський факультет Белградського університету (кафедра історії). Ще студенткою почала займатися науково-дослідною роботою. В 1958—1961 роках працювала асистентом в Історичному інституті Белграда.
1961 року Йованка Калич почала працювати асистентом на кафедрі загальної історії середньовіччя філософського факультету Белградського університету, де 1964 року захистила докторську дисертацію на тему: «Белград у середньовіччі». 1976 року стала професором Белградського університету.
Після смерті Івана Божича Йованка Калич стала завідувачем кафедри загальної історії Белградського університету. Отримала грант від Міжнародного комітету історичних наук на проект дослідження історії Візантії (історія Візантії в Югославії). Брала участь у численних наукових конференціях і читала лекції як запрошений професор у багатьох університетах Європи (Відень, Ґрац, Мюнстер, Аугсбург, Лечче, Варшава) та США (Санта-Барбара, Лос-Анджелес, Стенфорд). 1994 року була обрана членом Сербської академії наук і мистецтв.

## Наукова робота
Йованка Калич займається дослідженням історії середньовіччя. З часів роботи над дисертацією «Белград у середньовіччі» 1967 року та протягом всього періоду своєї наукової діяльності її дослідження пов'язані з історією Белграда в середньовіччі. В цій царині вона опублікувала багато робіт, в яких досліджується середньовічна топографія Белграда, історія Земун, роль Белграда в торгівлі, війни поблизу Белграда, та інші пов'язані питання. Також у колі її інтересів лежить рання середньовічна історія Сербії й період правління Стефана Неманя.
Йованка Калич проводила наукове вивчення комплексу Старі Рас, де застосувала історичні, археологічні та географічні методи досліджень. Ще одним важливим напрямком діяльності Йованки Калич є праці про сербську деспотовину. Вона написала кілька робіт з торгово-промислової проблематики того періоду і про Стефана Лазаревича. Досліджувала зв'язки середньовічної сербської держави з Європою, відносини Стефана Неманя й німецького імператора Фрідріха Барбаросси, відносини середньовічних Сербії та Франції, проведення церковних соборів у Феррарі та Флоренції.
Бібліографія робіт Йованки Калич опублікована в щорічнику Сербської академії наук і мистецтв від 1994 року.

## Праці
- Калић, Јованка (1967). Београд у средњем веку. [Архівовано 10 квітня 2018 у Wayback Machine.] SRBБеоград: Српска књижевна задруга.
- Калић, Јованка (1976). «Из историје Пријепоља и Трговишта у XV веку». Симпозијум Сеоски дани Сретена Вукосављевића. 4: 141—151.
- Калић, Јованка (1982). «Доба привидног мира». Историја српског народа. [Архівовано 10 квітня 2018 у Wayback Machine.] SRBкњ. 2. Београд: Српска књижевна задруга. стр. 205—217.
- Спремић, Момчило; Калић, Јованка (1982). «Султан Мехмед II Освајач и Србија». Историја српског народа [Архівовано 10 квітня 2018 у Wayback Machine.].SRB књ. 2. Београд: Српска књижевна задруга. стр. 289—302.
- Калић, Јованка (1984). «Ниш у средњем веку». Историјски часопис [Архівовано 10 квітня 2018 у Wayback Machine.].SRB 31: 5—40.
- Калић, Јованка (1989). «Прокопијева Арса» [Архівовано 10 квітня 2018 у Wayback Machine.].SRB Зборник радова Византолошког института. 27-28: 9—17.
- Калић, Јованка (1994). Срби у позном средњем веку [Архівовано 10 квітня 2018 у Wayback Machine.] SRB(1. изд.). Београд: Балканолошки институт.
- Калић, Јованка (2001). Срби у позном средњем веку [Архівовано 10 квітня 2018 у Wayback Machine.] SRB(2. изд.). Београд: Историјски институт.
- Калић, Јованка (2012). Срби у позном средњем веку [Архівовано 10 квітня 2018 у Wayback Machine.] SRB(3. изд.). Београд: Завод за уџбенике.
- Калић, Јованка (2006). Европа и Срби: Средњи век [Архівовано 10 квітня 2018 у Wayback Machine.].SRB Београд: Службени лист СРЈ.
- Калић, Јованка (2013). «Епископски градови Србије у средњем веку» [Архівовано 12 березня 2020 у Wayback Machine.] (PDF).SRB Зборник радова Византолошког института. 50 (1): 433—447.